# 千田兵衛
千田兵衛（せんだ ひょうえ、弘化3年（1846年） - 慶応4年8月21日（1868年10月6日））は、陸奥国弘前藩出身の新選組隊士。歩兵差図役下役。
慶応3年（1867年）頃、新選組へ入隊。局長近藤勇の側近を務める。
戊辰戦争が起こると、鳥羽・伏見の戦い、甲州勝沼の戦い、会津戦争に転戦。母成峠の戦いで戦死した。享年23。
| スタブアイコン | サブスタブ | この項目は、まだ閲覧者の調べものの参照としては役立たない、人物に関連した書きかけの項目です。この項目を加筆・訂正などしてくださる協力者を求めています（P:人物伝/PJ:人物伝）。 |